# Pogorzel Wielka (gromada)
Pogorzel Wielka – dawna gromada, czyli najmniejsza jednostka podziału terytorialnego Polskiej Rzeczypospolitej Ludowej w latach 1954–1972.
Gromady, z gromadzkimi radami narodowymi (GRN) jako organami władzy najniższego stopnia na wsi, funkcjonowały od reformy reorganizującej administrację wiejską przeprowadzonej jesienią 1954 do momentu ich zniesienia z dniem 1 stycznia 1973, tym samym wypierając organizację gminną w latach 1954–1972.
Gromadę Pogorzel Wielka z siedzibą GRN w Pogorzeli Wielkiej utworzono – jako jedną z 8759 gromad na obszarze Polski – w powiecie piskim w woj. olsztyńskim na mocy uchwały nr 24 WRN w Olsztynie z dnia 4 października 1954. W skład jednostki weszły obszary dotychczasowych gromad Pogorzel Wielka i Zalesie oraz miejscowości Drogosław, Głąbowskie, Koty, Kozłowo, Lipowskie, Młynno, Nitki i Uście z dotychczasowej gromady Nitki ze zniesionej gminy Drygały, a także obszar dotychczasowej gromady Monety (bez części gruntów PGR Kosinowo) ze zniesionej gminy Różyńsk Wielki, w tymże powiecie. Dla gromady ustalono 9 członków gromadzkiej rady narodowej.
Gromadę zniesiono 1 stycznia 1960, a jej obszar włączono do gromady Drygały w tymże powiecie.